# Ramaria magnifica
Ramaria magnifica är en svampart som beskrevs av Schild 1983. Ramaria magnifica ingår i släktet Ramaria och familjen Gomphaceae.   Inga underarter finns listade i Catalogue of Life.